# Sol Campbell
Sulzeer Jeremiah "Sol" Campbell (født 18. september 1974 i London, England) er en tidligere engelsk fodboldspiller, der sidst spillede som aktiv i den engelske klub Newcastle United. Tidligere har han spillet for Tottenham Hotspur, Arsenal, Portsmouth, samt en enkelt kamp for 2. divionsklubben Notts County F.C. Han var desuden i en årrække en bærende kraft på Englands landshold.

## Klubkarriere

### Tottenham
Campbell tilbragte sine ungdomsår i London-klubben Tottenham Hotspur, som i 1992 også blev hans første klub som seniorspiller. Han fik sin debut i december samme år, men først et par år senere lykkedes det ham at tilspille sig en fast plads i klubbens startopstilling.
Campbell etablerede sig hurtigt herefter som en af klubbens nøglespillere, og var anfører for holdet, da det i 1999 vandt Liga Cuppen. I sine ni sæsoner hos "The Spurs" sluttede holdet dog aldrig højere i Premier League end nr. 7, hvilket gjorde, at Campbell måtte søge efter nye græsgange i jagten på titler og Champions League-fodbold.
Det kom dog som et stort chok for Tottenham og klubbens fans, at Campbell i sommeren 2001 skrev kontrakt med klubbens absolutte ærkerivaler, Arsenal F.C., der tilbød ham en lukrativ kontrakt efter at hans kontrakt med Tottenham var udløbet. Siden sit skifte har Campbell haft en status som en "Judas" blandt Tottenhams fans.

### Arsenal F.C.
Campbells tid i Arsenal F.C. startede succesfuldt, da klubben i hans første sæson, 2001-02, vandt The Double, Premier League og FA Cup. Campbell var fra start en fast del af holdet, og spillede i midterforsvaret sammen med enten Tony Adams eller Martin Keown, der dog begge hurtigt herefter indstillede deres aktive karrierer.
De følgende sæsoner fortsatte Campbells succes hos "The Gunners", da klubben i 2003 vandt FA Cuppen, i 2004 Premier League og i 2005 igen FA Cuppen. Skader og formdyk betød dog at han mistede sin plads på holdet i sæsonen 2005-06, hvor han dog vendte tilbage sidst på sæsonen. Her var han blandt andet med til at spille klubben frem til finalen i Champions League. I finalen, hvor modstanderen var spanske FC Barcelona, scorede Campbell til 1-0 for Arsenal, der dog måtte se Barcelona vinde med 2-1.
Champions League-finalen blev Campbells sidste vigtige kamp for Arsenal, for samme sommer skiftede han til Portsmouth F.C. Han nåede at spille 197 kampe og score 11 mål for Arsenal.

### Portsmouth F.C.
Campbell fik i Portsmouth F.C. igen en rolle som en vigtig brik i forsvaret, og blev, efter en succesfuld første sæson, endda tildelt anførerbindet op til sæsonen 2007-08. Her førte han klubben frem til en stor triumf, da man vandt FA Cuppen efter finalesejr over Cardiff City. Det var den fjerde FA Cup titel i Campbells karriere.

### Notts County F.C.
Campbell nåede en enkelt kamp for klubben i sæsonen 2009-2010, inden han blev fritstillet fra klubben den 22. september 2009.

### Andet ophold hos Arsenal
Campbell trænede med Arsenal i midten af oktober 2009 for at opretholde hans form indtil transfervinduet igen åbnede i januar 2010. Efter at have spillet en kamp for reserveholdet den 12. januar 2010, skrev Campbell en halvårig kontrakt med Arsenal den 15. januar 2010. Han fik dog ikke forlænget kontrakten efter det halve år, og forlod atter klubben.

### Newcastle United
Campbell skrev den 28. juli 2010 under på en et-årig kontrakt med Newcastle United, der på dette tidspunkt netop var rykket op i Premier League. Campbell forlod klubben ved kontraktudløb i maj 2012.
Han indstillede officielt sin karriere den 2. maj 2012.

## Landshold
Campbell spillede for det engelske landshold fra 1996 til 2007 og nåede at spille intet mindre end 73 kampe for holdet. Han er den eneste engelske landsholdsspiller der har deltaget i seks slutrunder i træk, da han var med til både EM i 1996, VM i 1998, EM i 2000, VM i 2002, EM i 2004 og VM i 2006. Hans eneste scoring for landsholdet kom ved VM i 2002, da han scorede til 1-0 i gruppekampen mod Sverige, der dog endte uafgjort 1-1.

## Titler
Premier League
- 2002 og 2004 med Arsenal F.C.

FA Cup
- 2002, 2003 og 2005 med Arsenal F.C.
- 2008 med Portsmouth F.C.

Liga Cup
- 1999 med Tottenham Hotspur

- Wikimedia Commons har flere filer relateret til Sol Campbell